# ユー・アンド・アイ (セリーヌ・ディオンの曲)
「ユー・アンド・アイ」（英: You and I=あなたと私）は、セリーヌ・ディオンのアルバム『ア・ニュー・デイ…ライヴ・イン・ラス・ヴェガス』からの1枚目にして唯一のラジオシングルである。2004年5月17日に発売された。

## 概要
ミュージック・ビデオはトロント・ピアソン国際空港でのロケを含め、2004年7月にアンドリュー・マクノータンが監督して制作された。映像は2008年に日本で発売された『Ultimate Box』に収録されている。
2004年10月、エア・カナダはこの曲を同社のプロモーションに採用、1分ほどの長さのフランス語版歌詞も用意され、コマーシャルに用いられた。また、2008年アメリカ合衆国大統領選挙の民主党予備選挙に立候補したヒラリー・クリントンはこの曲をキャンペーンソングとして使用した。

## 収録曲
ヨーロッパ版販促用CDシングル
1. 「ユー・アンド・アイ」 – 4:04

日本版販促用CDシングル
1. 「ユー・アンド・アイ」 – 4:04
2. 「ミラクル」 – 3:38

## チャート
| チャート（2004年）                                         | 最高位 |
| ---------------------------------------------------------- | ------ |
| ベルギー フランデレン地域圏・エアプレイチャート            | 43     |
| ベルギー ワロン地域圏・エアプレイチャート                  | 30     |
| カナダ・エアプレイチャート                                 | 29     |
| カナダ・アダルトコンテンポラリーチャート                   | 1      |
| デンマーク・エアプレイチャート                             | 14     |
| ドイツ・エアプレイチャート                                 | 19     |
| ハンガリー・エアプレイチャート                             | 2      |
| ノルウェー・エアプレイチャート                             | 17     |
| アメリカ・ビルボードホットアダルトコンテンポラリートラック | 16     |